# Critica cinematografica
La critica cinematografica è quel genere letterario che si propone di raccontare, analizzare, spiegare e giudicare un'opera cinematografica. Può essere genericamente divisa in due correnti, differenziate dallo scopo primario dell'operazione critica come dal luogo editoriale in cui è esercitata: la critica giornalistica, ossia la recensione, e la critica teorica, ossia lo studio del cinema.

## La critica giornalistica
(Il piacere degli occhi, p. 195 - François Truffaut)
I critici cinematografici che scrivono su quotidiani, riviste e pubblicazioni via web, così come quelli che lavorano in televisione (vedi: Critica televisiva) o in radio, si occupano per la maggior parte di film di recente o prossima uscita. Solitamente, il loro compito è fare da mediatore tra l'opera e coloro ai quali essa si rivolge, realizzando una recensione che possa indirizzare il pubblico verso il film trattato oppure allontanarlo da esso. Sostanzialmente, quindi, il lavoro del critico consiste nel far sapere se un film vale la pena di essere visto o meno.
Le case di distribuzione cinematografica organizzano delle proiezioni speciali per i critici di Roma e Milano normalmente anticipate di qualche giorno rispetto alla data di uscita nelle sale italiane, più raramente anticipate di qualche settimana. È anche possibile che per alcune particolari pellicole il distributore fornisca ad alcuni critici o ad alcune testate una copia in VHS o DVD del film, così da dar loro modo di parlarne in tempo.
Nello svolgere il suo lavoro, dunque, il critico cinematografico affronta in particolare due problemi: il poco tempo a disposizione per scrivere, e il poco spazio a disposizione per trattare il film. Nello spazio e nel tempo che gli è concesso, il critico deve riassumere la storia raccontata dal film, condendola possibilmente di notizie sull'autore e sul contesto che ha portato alla realizzazione della pellicola; deve spiegare i significati del film e gli intenti degli autori, mettendo in relazione il film con i precedenti degli stessi autori o dello stesso genere; e deve esprimere un giudizio che valuti il valore effettivo dell'opera, la sua riuscita.
L'efficacia di una recensione è tanto maggiore quanto più il film è "anonimo" e non ha una solida base di appassionati. Film di genere, film in qualche modo tratti da opere precedenti (sequel, remake, adattamenti...) o film di registi e attori particolarmente noti non hanno bisogno di una risposta positiva da parte della critica cinematografica per raggiungere il proprio pubblico. Per questo motivo, certe volte in Italia di queste pellicole non vengono organizzate anteprime stampa (negli Stati Uniti, invece, si usa non far vedere ai critici i film che sicuramente otterrebbero da loro un responso negativo). Al contrario, un film che sia espressione di una cinematografia poco nota, sia distribuito da un distributore poco potente o abbia un tema particolarmente sottile, necessita del supporto della critica per trovare un pubblico che sia interessato: in questo caso, il critico è l'unico mezzo che il pubblico ha per venire a sapere di che tipo di film realmente si tratti.
Come un lettore rimane fondamentalmente fedele ad un particolare quotidiano o ad una particolare pubblicazione, così tende ad instaurare col tempo un rapporto di fiducia con un particolare critico. Questo può derivare da una convergenza di vedute per quanto riguarda il cinema in generale e l'opera di alcuni autori in particolare, così come da una stima nei confronti dello stile particolare del critico. Il lettore tenderà a fare più affidamento sulle opinioni espresse dal suo critico di fiducia rispetto a quelle degli altri critici, arrivando anche a fidarsi ciecamente dei giudizi "estremi" da lui espressi: un film ritenuto bellissimo lo si va a vedere a prescindere, mentre un film ritenuto bruttissimo lo si evita in ogni caso. Va comunque precisato che l'influenza generale della critica sul comportamento del pubblico cinematografico è andata calando negli anni, e oggi in Italia non ci sono più di una manciata di critici che si possano dire davvero influenti.

### Il voto
Morando Morandini fu uno dei primi critici cinematografici ad introdurre in Italia, nel 1975 nella stampa quotidiana, nel giornale "La Notte", il sistema delle "stellette" mutuato dalla critica statunitense, ossia un giudizio sommario dato al film attraverso l'attribuzione di piccole stelle (o asterischi, o pallini) a seconda del valore dello stesso. Generalmente la scala utilizzata è di cinque stelle, ma molte pubblicazioni usano attribuire anche i mezzi voti. La rivista mensile "Cinema" iniziò ad usare il voto con le stellette sino dalla fine degli anni 30.
Esistono anche metodi di valutazione diversi a seconda della pubblicazione. Alcune testate preferiscono dare un'etichetta al film piuttosto che un giudizio di merito, utilizzando un aggettivo che possa servire a comunicare istantaneamente il tipo di film trattato. Altre danno il voto in decimi, altre ancora usano soltanto quattro stellette, ma il sistema più utilizzato è di gran lunga quello delle cinque stellette.
Per quanto possa venir facile paragonare il voto che un critico dà ad un film a quello che lo stesso critico ha dato in passato ad altri film, in realtà il voto è da considerarsi a sé stante. Roger Ebert, il primo critico cinematografico a vincere il Premio Pulitzer e uno dei critici più influenti d'America, nella sua recensione di Shaolin Soccer ha bene espresso questo concetto: "Il sistema delle stellette è da considerarsi relativo, non assoluto. Quando chiedete ad un amico se Hellboy è un bel film, non gli chiedete se è un bel film rispetto a Mystic River, gli chiedete se è un bel film rispetto a The Punisher. E la mia risposta sarebbe che, se in una scala da 1 a 4 Superman è 4, allora Hellboy è 3 e The Punisher è 2. Allo stesso modo, se American Beauty è un film da 4 stelle, allora Il delitto Fitzgerald ne merita due".
Il rischio di assegnare un voto ad un film è quello che il lettore si fermi al voto e non legga poi la recensione. In realtà il voto è nato come compendio alla recensione, come riassunto del giudizio critico da esso non separabile. In teoria il voto dovrebbe servire per incuriosire il lettore nei confronti del film e della recensione stessa.

### I dizionari di cinema
Lo statunitense Leonard Maltin è stato il primo critico cinematografico a realizzare un volume che catalogasse e valutasse tutti i film disponibili sul mercato cinematografico e dell'home video nazionale. La prima edizione del suo Leonard Maltin's Movie and Video Guide fu pubblicata nel settembre del 1969. A partire dal 1987, ogni anno viene pubblicata la versione aggiornata e corretta.
In Italia il primo dizionario di cinema è quello firmato da Pino Farinotti, pubblicato per la prima volta nel 1979. Ci sono poi il dizionario curato da Morando Morandini, pubblicato da Zanichelli, e quello a cadenza biennale di Paolo Mereghetti, edito da Baldini Castoldi Dalai. Questi tre critici si avvalgono per la stesura dei loro dizionari della collaborazione di altri critici, che non firmano le singole recensioni ma sono regolarmente riconosciuti del lavoro svolto nei crediti del volume.
La funzione di questi dizionari è quella di essere per il lettore una guida a rapida consultazione dei film che è possibile noleggiare in versione home video o vedere trasmessi in televisione. Nel giro di poche righe, il dizionario propone un breve sunto della trama del film ed uno stringato commento critico, seguito dal giudizio sommario espresso in stellette. La critica cinematografica nella sua forma più estrema.

### La critica e il marketing
Tra gli autori che più hanno affrontato questo tema teorizzando la separazione tra i due ambiti, c'è il critico Sergio Frosali, il quale osservava già negli anni '60 una progressiva mercificazione del cinema e della critica stessa, attribuendo questo fenomeno a dinamiche socio-culturali e di mercato. Inizialmente, il critico godeva di un'autonomia considerevole, con poca pressione dal mercato, poiché il cinema era percepito più come un fatto di cultura che di consumo. Tuttavia, col tempo, il critico è diventato un "agente di una divulgazione ormai sempre più arresa alla fatalità dei consumi di massa". Questa resa è legata anche al bisogno crescente dei giornali di "cavalcare tutte le mode per ricavarne crescite di tiratura". Frosali denunciava una "censura del mercato" e un "embrassons-nous fra il capitale cinematografico e quello editoriale" che condizionano la libertà della critica..
Mentre in passato i quotidiani erano soliti pubblicare le recensioni di tutti i film il giorno dopo la loro uscita nelle sale italiane, negli ultimi anni è diventato di uso comune, specialmente in televisione e sulle riviste, parlare di cinema senza fare critica, concentrandosi sull'aspetto del gossip piuttosto che su quello squisitamente cinematografico. Si scrive e si parla di cinema molto più che in passato, e si parla e si scrive di un film molto prima che in passato, ma a farlo non sono più i critici. Diventano anche sempre più numerosi e regolari gli interventi di persone che solitamente non si occupano di cinema, gli opinionisti provenienti da altri settori.
Le case di produzione e di distribuzione, consce del fatto che a fini commerciali è più importante far parlare di un film piuttosto che farlo recensire, sostengono e incoraggiano questo tipo di giornalismo organizzando visite ai set più importanti e conferenze stampa all'inizio delle riprese. Quasi mai danno ai giornalisti la possibilità di vedere con largo anticipo i film in modo da poterne scrivere sulle riviste a periodicità lunga come i mensili, preferendo rifornire le redazioni di comunicati stampa che seguono la realizzazione del film e di cartelle stampa che riportano l'opinione sul film di quelli che ci hanno lavorato. Come risultato di questo, spesso le riviste devono scrivere di un film "al buio", senza saperne nulla più di quel poco che i produttori hanno voluto rendere pubblico. In particolare, le riviste di anticipazioni cinematografica che vengono distribuite gratuitamente all'interno dei cinema sono di solito composte interamente "al buio".
Negli Stati Uniti è uso sfruttare a fini pubblicitari anche le recensioni dei critici, cosa che in Italia si fa invece molto di rado. L'abitudine è quella di prendere una frase, o anche solo una parola, da una recensione e riportarla sulle locandine del film recensito. Non necessariamente la recensione nella sua interezza riflette l'opinione espressa dalla singola frase estrapolata per ragioni pubblicitarie. Non sempre, poi, la recensione citata è quella pubblicata sulla testata per cui il critico scrive: alle volte negli Stati Uniti viene chiesto ai critici all'uscita da un'anteprima stampa di scrivere un brevissimo commento al film, e spesso è proprio questo commento che viene utilizzato..
Ritenendo che citare una recensione particolarmente positiva avesse un buon appiglio sul pubblico, nell'estate del 2000 la Columbia Pictures iniziò a citare più volte nelle sue locandine frasi del critico del Ridgefield Press David Manning. Un anno dopo, il giornalista John Horn rivelò in un articolo per Newsweek come David Manning fosse una creazione della Columbia e le sue "recensioni" fossero pura invenzione. Lo scandalo fu talmente grosso che la Columbia dovette pagare oltre 300.000 dollari allo stato del Connecticut (dove ha sede il Ridgefield Press) e fu denunciata da un'associazione di spettatori, raggiungendo con essa un accordo secondo cui avrebbe restituito parte del prezzo del biglietto a chiunque avrebbe dichiarato di aver visto al cinema i film "recensiti" da Manning.

### La critica su internet
Mentre negli Stati Uniti è ormai la norma per quotidiani e periodici avere un sito internet che raccolga e conservi on-line gli articoli pubblicati nella versione cartacea, in Italia fino a pochi anni fa gli scritti della maggior parte dei critici cinematografici professionisti non erano consultabili via web, se non di rado, cosa che ha portato i siti amatoriali e i siti professionali ma indipendenti dedicati alla critica cinematografica ad ottenere un buon riscontro di pubblico.
La storia della critica cinematografica on line in Italia è iniziata negli anni novanta con la comparsa di numerosi siti specializzati. La prima pubblicazione a riconoscere la presenza della critica cinematografica on line è Cyber Show. Cinema e teatro con internet (Ubulibri, 1996) di Fabio Paracchini. La sua esplorazione è però limitata alla segnalazione della rivista web Tempi Moderni: "Per una volta l'Italia non ha niente da invidiare agli States: è infatti tutta italiana una delle migliori e-zine cinematografiche (o videorivista di cinema, come si autodefinisce  Tempi Moderni. URL consultato il 17 agosto 2019 (archiviato dall'url originale il 21 maggio 2018)) che si possano trovare in Internet. Curata da Maurizio Imbriale, si avvale di una folta redazione (Sandra Bordigoni, Claudio Fuiano, Luigia Parravano, Gian Guido Spinelli, Sebastiano Tecchio, Francesco Troiano, Luigi De Angelis) e ha sede (se di sede si può parlare per una rivista telematica) a Roma (...) Quello che rende Tempi Moderni il migliore sito italiano di cinema sono i contenuti: attraverso una nutrita serie di interventi si può avere (nella nostra lingua) un panorama sulla situazione cinematografica paragonabile a quello offerto dalle migliori riviste cartacee, e in più si hanno i vantaggi della multimedialità che caratterizza l'interfaccia web".
Al di là del grado di professionalità dei singoli siti, la critica cinematografica via internet è l'evoluzione delle fanzine cartacee del XX secolo, ma mentre le fanzine erano e sono per lo più specializzate in argomenti particolari, non è infrequente trovare siti di critica a tutto tondo. La critica "militante" o comunque specialistica o di genere è sempre molto presente sul web, non solo italiano, ma la maggioranza dei siti si occupano di critica cinematografica in generale. Quasi tutti i siti più seguiti offrono all'utente la possibilità di lasciare commenti e quindi interagire col sito stesso.
Nonostante una costante confusione di ruoli, competenze e professionalità di tre mezzi d'espressione diversi come le testate cinematografiche, blog personali e blog professionali di cinema, confusione per lo più imputabile alla superficialità con la quale la stampa cartacea solitamente identifica i colleghi della rete (genericamente ritenuti tutti "blog"), la critica in rete ha assunto negli ultimi anni una dimensione più strutturata grazie al posizionamento di alcune testate specializzate come MyMovies, quest'ultimo è da tempo il sito di critica cinematografica più visitato in Italia. Concentrando sulle loro pagine la maggior parte del traffico, contando su uno staff di critici ristretto e fisso (a differenza dei siti meno strutturati che sono soliti appoggiarsi ad appassionati genericamente in alcuni casi anche non retribuiti per il proprio lavoro) e mescolando infine critici formatisi online ad altri provenienti dalla carta (come Giancarlo Zappoli e Pino Farinotti), la testata ha contribuito a mutare il pregiudizio prevalentemente negativo sulla critica online.
La maggior parte dei siti e blog italiani di critica cinematografica hanno redazioni giovani, appassionate, solo in alcuni casi meno preparate rispetto alle corrispettive testate per la rete più strutturate o ai corrispettivi cartacei (sia quotidiani che periodici).
Come scrive Maria Cristina Russo in quello che è uno dei più completi studi sulla critica cinematografica italiana online: "In realtà (e solo apparentemente si tratta di un paradosso) le nuove generazioni cinefile sono molto più vicine, almeno idealmente, ad un certo mondo accademico di quanto si immagini [...] Non è difficile infatti, all'interno del panorama della nuova critica digitale, imbattersi in giovani cinefili che mostrano di avere una certa conoscenza di autori e testi accademici storici, acquisita per lo più da autodidatti. È il caso di Gabriele Niola, Gabriele Farina o gli autori di Stanze di cinema".

## La critica teorica
(Cinema come arte, pp. 461-462 - David Bordwell - Kristin Thompson)
La critica teorica ha una funzione di base diversa dalla critica giornalistica. Mentre lo scopo di quest'ultima è guidare la scelta del lettore su quale film vedere e quale evitare, la critica teorica si pone come scopo quello di permettere al lettore di meglio apprezzare il film che ha appena visto, o che sta per vedere. L'approccio del critico teorico è quindi quello di un vero e proprio studioso, che analizza il film cercando di capire i motivi (anche tecnici) della sua riuscita artistica, la sua importanza all'interno di una corrente o di una poetica e il suo valore storico e sociologico. Rispetto al critico giornalistico, quello teorico tende a lavorare su film meno recenti, anche solo di pochi mesi.
Il lavoro di teoria cinematografica è ciò che negli anni ha riconosciuto ed etichettato le diverse scuole e le diverse correnti, analizzandone e raccontandone le caratteristiche e i protagonisti. Quando si occupa di cinema contemporaneo, il critico teorico ne studia le caratteristiche e le mette in relazione con il cinema passato per provare ad intuirne gli sviluppi futuri, dell'autore come del cinema in generale.
Solitamente, il lavoro di teoria cinematografica viene svolto all'interno di riviste specializzate e con un indirizzo editoriale molto preciso, indirizzate quindi a un pubblico particolarmente attento e interessato, oppure attraverso lunghi saggi pubblicati sotto forma di libro sulla carriera di un autore o anche su un singolo film. Sono piuttosto frequenti i casi di critici teorici che tengono corsi universitari o organizzano rassegne di film all'interno di festival del cinema.